# Cimetière militaire Underhill Farm
 (janvier 2023).
Si vous disposez d'ouvrages ou d'articles de référence ou si vous connaissez des sites web de qualité traitant du thème abordé ici, merci de compléter l'article en donnant les références utiles à sa vérifiabilité et en les liant à la section « Notes et références ».
Le cimetière militaire Underhill Farm ou Underhill Farm Cemetery est un cimetière militaire britannique de la Première Guerre mondiale, situé dans le village belge de Ploegsteert.

## Localisation
Il existe dix-sept cimetières du Commonwealth àPloegsteert, et huit de plus sur le reste du territoire de Comines-Warneton dans la province du Hainaut. Il est situé à 1 700 m au nord du centre du village le long de la rue du Petit Pont, à proximité du bois de Ploegsteert. Le cimetière a été conçu dans sa forme actuelle après la guerre par George Goldsmith et présente un plan rectangulaire d'une superficie de 1 657 m2. Elle est entourée d'un grillage ou d'une haie. La croix du Sacrifice est juste après l'entrée. Le cimetière est entretenu par la Commonwealth War Graves Commission.

## Histoire
Le cimetière a été créé lors de la deuxième bataille de Messines (également connue sous le nom de bataille des mines de Messines) et est resté en service jusqu'en octobre 1918. Il est situé au pied de la colline 63 et a été nommé d'après la ferme voisine surnommée Underhill Farm. Un second complexe de bâtiment, Red Lodge, se situe dans l'angle nord-ouest du bois de Ploegsteert. Ils ont été utilisés comme dortoirs par l'armée et le cimetière est aménagé à proximité à partir de juin 1917. Le site fut alors nommé Military Cemetery at the foot of the Nightingale Hill (Cimetière militaire au pied de la Colline du Rossignol). Elle sera renommée Underhill Farm ultérieurement. Au printemps 1918, la zone tombe aux mains allemandes à la suite de l'offensive de printemps allemande, mais est reprise en septembre.
Le cimetière abrite les sépultures de 103 Britanniques, un Canadien, 47 Australiens et 39 Néo-Zélandais. Il y a neuf victimes qui n'ont pas pu être identifiées. Cinq victimes sont commémorées par des Special Memorials  car le lieu exact où elles ont été enterrées n'a pas pu être déterminé.

## Soldats distingués
- Francis Horward Vercoe, caporal de la Royal Garrison Artillery a reçu deux fois la Médaille de conduite distinguée (DCM et Barrette).
- Le caporal Robert Walmsley et les soldats Patrick Francis Cassidy, John Thomas Cogan, Robert Lamb Stevenson, I. Thompson et Charles Ernest Vickers ont reçu la Médaille militaire (MM).